# Виктор Ангелов
Виктор Иванов Ангелов е български шеф-готвач. Водещ на световноизвестното състезание за професионални готвачи „Hell’s Kitchen“.

## Биография
Виктор Ангелов е роден през 1973 г. в София. През 1991 г. завършва училище по туризъм и ресторантьорство като професионален готвач. Служи в Българската армия, като в срока на службата работи като готвач. През 1995 г. става управител на правителствен ресторант, а през 1999 г. заминава за Франкфурт, където работи в хотел „Sheraton Frankfurt“. През 2001 г. започва в „Sheraton София“ като заместник главен готвач, а след това се издига до главен готвач в луксозния ресторант. Три години по-късно оглавява кухнята на „Sheraton Tirana“ в Албания.
През 2006 г. Виктор Ангелов основава ресторант „Chef´s“ в София, който става трикратен носител на наградата „Ресторант на годината“ на БАКХУС. В ресторанта си прилага новаторската концепция „Open Kitchen“, при която готвачите приготвят и лично сервират ястията на гостите си. Отваря още два ресторанта „Chef’s“, всеки с различна концепция.
През 2015, 2016 и 2017 г. е член на журито в кулинарното риалити MasterChef.
Водещ е на предаването Hell's Kitchen България.
Съорганизатор и член е на БАПГ (Българската асоциация на професионалните готвачи).
Хобито му е да реставрира и колекционира класически автомобили.